# Mozambik na Letnich Igrzyskach Olimpijskich 2016
Mozambik na Letnich Igrzyskach Olimpijskich 2016, które odbywały się w Rio de Janeiro, reprezentowało 6 zawodników - 5 mężczyzn i 1 kobieta.
Był to dziesiąty start reprezentacji Mozambiku na letnich igrzyskach olimpijskich.

## Reprezentanci

### Judo

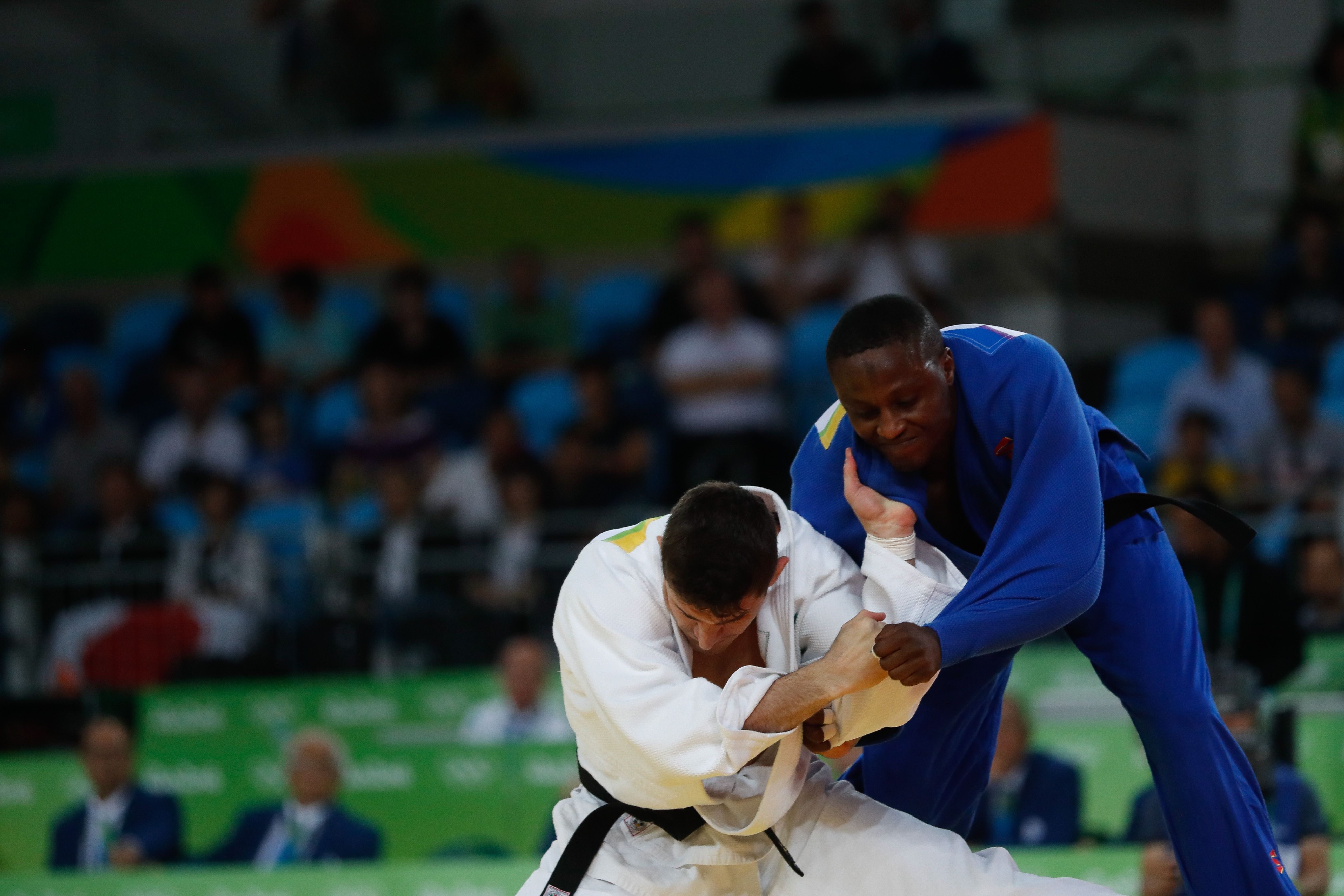
Marlon Acácio (po prawej) w pojedynku przeciwko Victorowi Penalberowi

Mężczyźni
| Zawodnik      | Konkurencja | 1/32             | 1/16                 | 1/8              | Ćwierćfinał      | Półfinał         | Repasaż          | Finał/BM         | Finał/BM |
| Zawodnik      | Konkurencja | Przeciwnik Wynik | Przeciwnik Wynik     | Przeciwnik Wynik | Przeciwnik Wynik | Przeciwnik Wynik | Przeciwnik Wynik | Przeciwnik Wynik | Pozycja  |
| ------------- | ----------- | ---------------- | -------------------- | ---------------- | ---------------- | ---------------- | ---------------- | ---------------- | -------- |
| Marlon Acácio | - 81 kg     | BYE              | Penalber P 000 - 100 | NQ               | NQ               | NQ               | NQ               | NQ               | NQ       |

### Kajakarstwo

#### Kajakarstwo klasyczne
Mężczyźni
| Zawodnik                    | Konkurencje | Eliminacje | Eliminacje | Półfinał | Półfinał | Finał    | Finał   | Pozycja |
| Zawodnik                    | Konkurencje | Czas       | Miejsce    | Czas     | Miejsce  | Czas     | Miejsce | Pozycja |
| --------------------------- | ----------- | ---------- | ---------- | -------- | -------- | -------- | ------- | ------- |
| Joaquim Lobo                | C-1 200 m   | 44,949     | 6.         | NQ       | NQ       | NQ       | NQ      | NQ      |
| Mussa Chamaune              | C-1 1000 m  | 5:00,454   | 7. Q       | 5:07,281 | 8.       | NQ       | NQ      | NQ      |
| Joaquim Lobo Mussa Chamaune | C-2 1000 m  | 4:14,002   | 5. Q       | 4:23,965 | 4. FB    | 4:38,732 | 3.      | 11.     |

### Lekkoatletyka
Mężczyźni
| Zawodnik   | Konkurencja        | Eliminacje | Eliminacje | Półfinał | Półfinał | Finał | Finał   |
| Zawodnik   | Konkurencja        | Wynik      | Miejsce    | Wynik    | Miejsce  | Wynik | Miejsce |
| ---------- | ------------------ | ---------- | ---------- | -------- | -------- | ----- | ------- |
| Kurt Couto | 400 m przez płotki | 49,74 SB   | 6.         | NQ       | NQ       | NQ    | NQ      |

### Pływanie
Mężczyźni
| Zawodnik   | Konkurencja           | Eliminacje | Eliminacje | Półfinał | Półfinał | Finał | Finał   |
| Zawodnik   | Konkurencja           | Wynik      | Miejsce    | Wynik    | Miejsce  | Wynik | Miejsce |
| ---------- | --------------------- | ---------- | ---------- | -------- | -------- | ----- | ------- |
| Igor Mogne | 100 m stylem dowolnym | 50,65      | 45.        | NQ       | NQ       | NQ    | NQ      |

Kobiety
| Zawodniczka         | Konkurencja             | Eliminacje | Eliminacje | Półfinał | Półfinał | Finał | Finał   |
| Zawodniczka         | Konkurencja             | Wynik      | Miejsce    | Wynik    | Miejsce  | Wynik | Miejsce |
| ------------------- | ----------------------- | ---------- | ---------- | -------- | -------- | ----- | ------- |
| Jannah Sonnenschein | 100 m stylem motylkowym | 1:04,21    | 39.        | NQ       | NQ       | NQ    | NQ      |